# Thomas Burgener

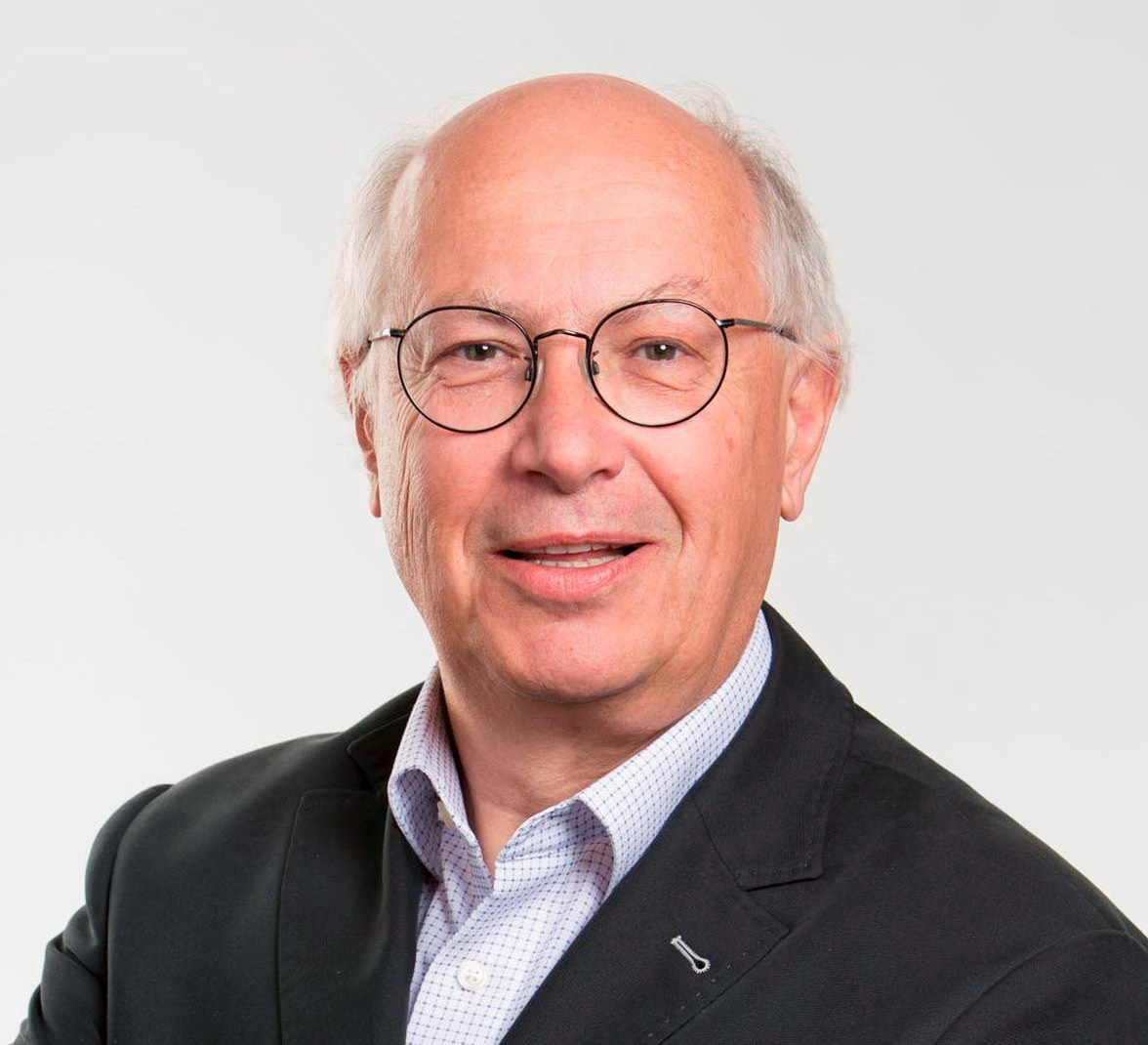
Thomas Burgener

Thomas Burgener (* 11. August 1954 in Visp; heimatberechtigt ebenda) ist ein Schweizer Politiker (SP).

## Werdegang
Burgener studierte an der Universität Freiburg Rechtswissenschaft und machte 1980 sein Notariatsdiplom, 1981 sein Anwaltsdiplom. Danach arbeitete er in einem Visper Anwaltsbüro.
Seine politische Laufbahn begann er 1985 im Gemeinderat von Visp, wo er Präsident der Kommission Sozialdienste und Lehrlingswesen und Mitglied der Bau- und Planungskommission war. 1997 wurde er Vizepräsident von Visp und Präsident der Primarschulkommission. Daneben war er von 1989 bis 1997 Mitglied im Grossen Rat des Kantons Wallis, wo er als Fraktionschef der SP Oberwallis fungierte. 1997 trat er für zwei Jahre in den Nationalrat ein. Er war dort Mitglied der Kommission für Verkehr und Kommunikation und der Sicherheitspolitischen Kommission. Im Mai 1999 wurde er in den Staatsrat des Kantons Wallis gewählt, wo er bis zu seinem Rücktritt 2009 dem Departement für Gesundheit, Sozialwesen und Energie vorstand. Zudem ist er im Vorstand des Vereins Alpeninitiative.
Burgener ist verheiratet, hat zwei Kinder und wohnt in Visp.

## Politische Ämter
- Gemeinderat von Visp (1985–1996)
- Vizepräsident von Visp (1997)
- Grossrat (1989–1997)
- Nationalrat (1997–1999)
- Staatsrat (1999–2009)